# Флоридский риф

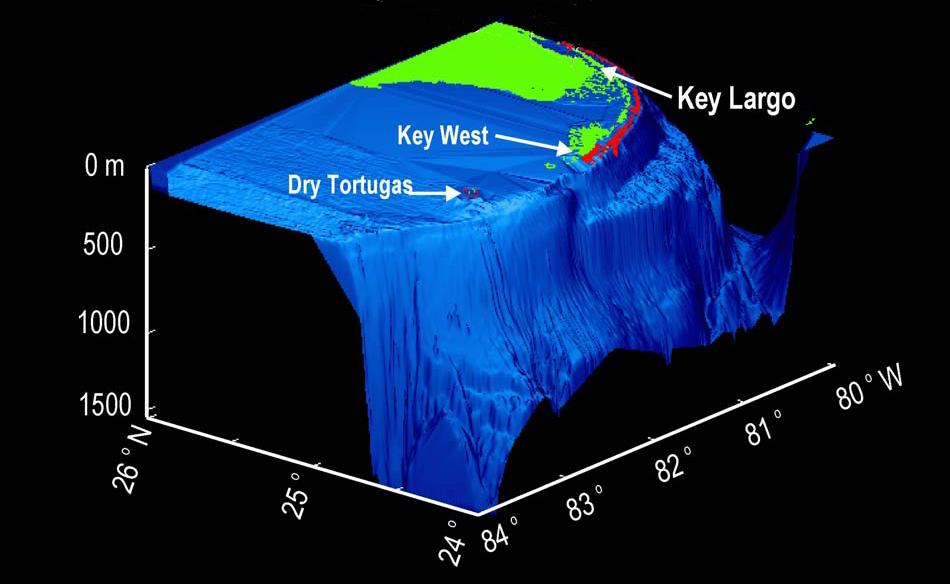
Трёхмерная карта Южной Флориды с изображением Флоридского рифа красным цветом

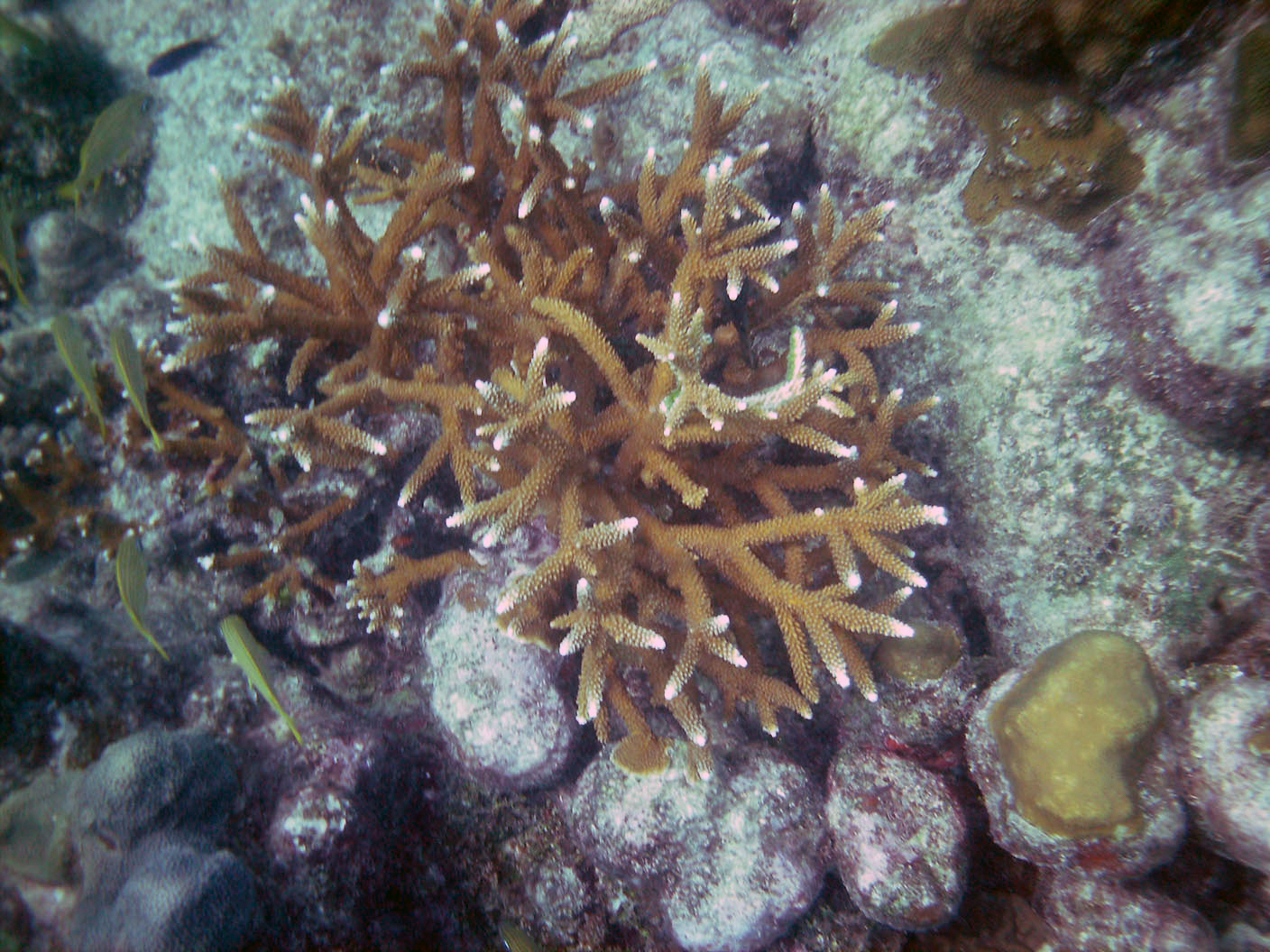
Коралл Acropora cervicornis на коралловом рифе Ключ Луэ

Флоридский риф (также известный как Большой Флоридский Риф) — единственный живой коралловый барьерный риф в континентальной части Соединённых Штатов Америки. Он является третьим по величине коралловым барьерным рифом в мире (после Большого Барьерного рифа и Белизского Барьерного рифа).

## Географическое положение
Флоридский риф находится в нескольких километрах в сторону моря от островов архипелага Флорида-Кис, занимает около 6 км в ширину и простирается на 270 км от маяка Фауи-Рокс (чуть восточнее острова Солжер Ки) до юга островов Марквесас Кис при глубине 20 метров.

## Описание
Риф образует большую дугу, в центре которой находится архипелаг Флорида-Кис. Его северную часть занимает Национальный парк Бискейн, а западную — южная часть островов Марквесас Кис, ориентированных с востока на запад. Остальная часть рифа расположена в парке Джон Пеннекамп Корал Риф и Национальном Морском заповеднике Флорида-Кис. Отдельные коралловые рифы встречаются к северу от Национального парка Бискейн, в районе города Стюарт, округ Мартин. Также они есть в Национальном парке Драй-Тортугас к западу от островов Марквесас Кис.
В общей сложности Флоридский риф имеет в своём составе более 6000 отдельных рифов. Их возраст от 5000 до 7000 лет, они образовались во время поднятия уровня моря после Висконсинского оледенения.
Наиболее плотные и красивые рифы находятся в стороне моря от острова Ки-Ларго (внутри и за пределами парка Джон Пеннекамп Корал Риф) и Эллиотт Ки. Они защищают рифы от последствий водообмена между Флоридским заливом, заливом Бискейн, бухт Кард-Саунд и Банрс-Саунд. Вода в заливах и бухтах (между Флорида-Кис и материком), как правило, менее солёная, более мутная и имеет бо́льшие колебания температуры по сравнению с водой в открытом океане. Вода из заливов попадает на рифы через каналы между островами и ограничивает их рост.
Флоридский риф состоит из двух хребтов, отделённых от архипелага каналом Хоук. Ближе всего к Флорида-Кис находится песчаная гряда под названием «Белый берег» с большими зарослями морской травы и отдельными рифами, разбросанными по всей территории. Дальше, в море, на краю Флоридского пролива, находится второй хребет внешних рифов и побережья, состоящего из кораллового щебня и песка.

## Биологическое разнообразие
На Флоридском рифе живут почти 1400 видов морских растений и животных, в том числе более 50 видов мадрепоровых кораллов и 500 видов рыб. Он находится недалеко от северной границы обитания тропических кораллов, но его видовое разнообразие может сравниться с рифами в Карибском море.